# Antonio de Leyva

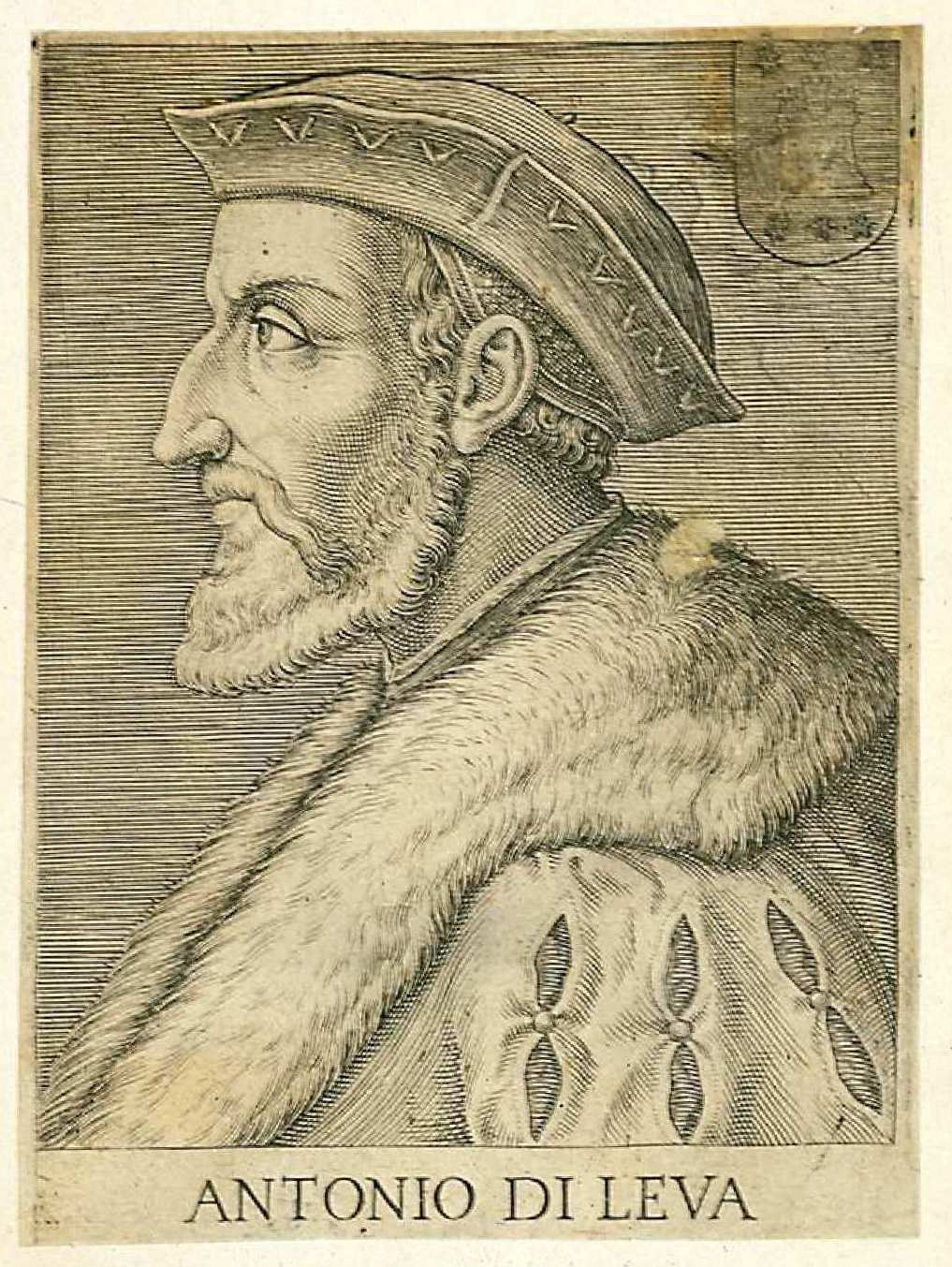
Darstellung von Antonio de Leyva, 1596

Antonio de Leyva, Herzog von Terranuova, Graf von Monza, Fürst von Ascoli und Markgraf von Atella (* 1480 in Leiva; † 15. September 1536 in Aix-en-Provence) war ein spanischer Feldherr in den Italienkriegen und 1535/36 Gouverneur des Herzogtums Mailand.
Antonio de Leyva stammte aus Navarra und begann seine militärische Karriere in innerspanischen Auseinandersetzungen im Rahmen der Revolte der Mudejaren in Granada. Später diente er in Italien im Krieg um Neapel 1501–1504 unter Gonzalo Fernández de Córdoba, dem „Gran Capitán“. In den Italienischen Kriegen kämpfte er in der Schlacht bei Ravenna 1512 und wurde dort verwundet. Danach kämpfte er unter Fernando de Avalos, Markgraf von Pescara, bei Mailand und im Feldzug in die Provence 1524. Er übernahm schließlich den Posten als Kommandant der Garnison von Pavia und verteidigte die Stadt während der Belagerung durch die französische Armee unter König Franz I. vom Oktober 1524 bis Februar 1525. Er erhielt nach der Schlacht bei Pavia den Oberbefehl über die kaiserliche Armee. Nach dem Tod von Francesco II. Sforza, des letzten Herzogs von Mailand aus der Familie der Sforza, erhielt er den Posten des spanischen Gouverneurs des Herzogtums Mailand. Er kämpfte später für Kaiser Karl V. gegen die Türken und beteiligte sich an der Expedition nach Nordafrika.
1529 belehnte Kaiser Karl V. Antonio de Leyva mit der Grafschaft Monza. Er erhielt auch den nicht erblichen spanischen Titel eines Herzogs von Terranuova sowie die Titel eines Fürsten von Ascoli und eines Markgrafen von Atella.
Nach seinem Tod während eines neuerlichen Feldzugs in die Provence 1536 wurde er in der später zerstörten Mailänder Kirche San Dionigi beigesetzt. Seine Nachkommen lebten in Mailand, wo ihre Familie zeitweise eine führende Rolle spielte. Eine seiner Nachkommen war Virginia María de Leyva, die „Nonne von Monza“. In Madrid ist eine Straße nach ihr benannt.